# Pauciloculina
Pauciloculina es un género de foraminífero bentónico considerado un sinónimo posterior de Haplophragmoides de la familia Haplophragmoididae, de la superfamilia Lituoloidea, del suborden Lituolina y del orden Lituolida. Su especie tipo era Haplophragmoides kirki. Su rango cronoestratigráfico abarcaba el Campaniense (Cretácico superior).

## Discusión
Clasificaciones previas incluían Pauciloculina en el suborden Textulariina del orden Textulariida, o en el orden Lituolida sin diferenciar el suborden Lituolina.

## Clasificación
Pauciloculina incluía a la siguiente especie:
- Pauciloculina kirki †, aceptado como Haplophragmoides kirki